# Tephrosia grandiflora
Tephrosia grandiflora är en ärtväxtart som först beskrevs av William Aiton, och fick sitt nu gällande namn av Christiaan Hendrik Persoon. Tephrosia grandiflora ingår i släktet Tephrosia och familjen ärtväxter. Inga underarter finns listade i Catalogue of Life.